# Тетрасвинецпентагадолиний
Тетрасвинѐцпентагадоли́ний — бинарное неорганическое соединение, интерметаллид
гадолиния и свинца
с формулой Gd5Pb4,
кристаллы.

## Получение
- Сплавление стехиометрических количеств чистых веществ:

{\displaystyle {\mathsf {5Gd+4Pb\ {\xrightarrow {1460^{o}C}}\ Gd_{5}Pb_{4}}}}

## Физические свойства
Тетрасвинецпентагадолиний образует кристаллы 
ромбической сингонии, пространственная группа P nma, параметры ячейки a = 0,8176 нм, b = 1,564 нм, c = 0,8293 нм, Z = 4,
структура типа пентасамарийтетрагермания Sm5Ge3
.
Соединение образуется по перитектической реакции при температуре 1460 °C.
При температуре 1410 °C в соединении происходит фазовый переход.